# Младост (Лучані)
Футбольний клуб Младост Лучані або просто Младост (серб. Фудбалски клуб Младост) — професійний сербський футбольний клуб з міста Лучані.

## Досягнення
- Третя ліга чемпіонату Югославії з футболу (Група «Схід»)
  -  Чемпіон (1): 1988/89

- Друга ліга чемпіонату ФР Югославії з футболу (Група «Захід»)
  -  Чемпіон (2): 1994/95, 2000–01

- Чемпіонат Сербії з футболу (Група «Захід»)
  -  Чемпіон (2): 2003/04, 2005/06

- Перша ліга чемпіонату Сербії з футболу
  -  Чемпіон (2): 2006/07, 2013/14

## Відомі гравці
До списку включено гравців національних збірних
- Мурад Гусейнов
- Адмір Аганович
- Нінослав Міленкович
- Місдонгард Бетолнгар
- Александар Лазевський
- Милан Йованович
- Марко Вешович
- Душан Анджелкович
- Йован Маркоський

## Відомі тренери
| Період  | Ім'я              |
| ------- | ----------------- |
| 2007–08 | Ненад Мілованович |
| 2008    | Живорад Єлич      |
| 2009    | Любиша Дмитрович  |
| 2010    | Ненад Маркічевич  |
| 2010    | Милолюб Ковачевич |
| 2011    | Бранко Божович    |
| 2011–12 | Деян Ніколич      |
| 2012    | Нешко Мілованович |
| 2012–13 | Любиша Дмитрович  |
| 2013    | Ненад Милованович |
| 2013    | Владика Петрович  |
| 2014–   | Ненад Милованович |